# Каларський округ
Кала́рський округ (рос. Каларский округ) — муніципальний округ у складі Забайкальського краю Російської Федерації.
Адміністративний центр — селище міського типу Нова Чара.

## Населення
Населення — 7815 осіб (2019; 9051 в 2010, 9785 у 2002).

## Історія
Каларський район з центром у селі Чара утворено 2 вересня 1938 року.
Станом на 2002 рік існували 1 селищна адміністрація та 6 сільських округів:
| Адмінодиниця                       | Площа, км² | Населення, осіб (2002) | Населені пункти             |
| ---------------------------------- | ---------- | ---------------------- | --------------------------- |
| Новочарська селищна адміністрація  | -          | 4872                   | Нова Чара, Удокан, Намінга  |
| Ікаб'їнський сільський округ       | -          | 510                    | Ікаб'я                      |
| Куандинський сільський округ       | -          | 1614                   | Куанда                      |
| Нелятський сільський округ         | -          | 167                    | Неляти                      |
| Середньокаларський сільський округ | -          | 114                    | Середній Калар              |
| Чапо-Ологський сільський округ     | -          | 164                    | Чапо-Олого                  |
| Чарський сільський округ           | -          | 2344                   | Катугіно, Кюсть-Кемда, Чара |

24 липня 2020 року район перетворено в муніципальний округ з перенесенням центру до селища міського типу Нова Чара.
Перед перетворенням району в округ, він поділявся на 1 міське та 4 сільських поселення, а також міжселенну територію:
| Поселення                        | Площа, км² | Населення, осіб (2010) | Населення, осіб (2019) | Населені пункти   |
| -------------------------------- | ---------- | ---------------------- | ---------------------- | ----------------- |
| Новочарське міське поселення     | 141,8      | 4443                   | 3927                   | Нова Чара, Удокан |
| Ікаб'їнське сільське поселення   | 14,6       | 505                    | 376                    | Ікаб'я            |
| Куандинське сільське поселення   | 718,4      | 1767                   | 1479                   | Куанда, Неляти    |
| Чапо-Ологське сільське поселення | 34,9       | 155                    | 138                    | Чапо-Олого        |
| Чарське сільське поселення       | 15,8       | 2119                   | 1840                   | Кюсть-Кемда, Чара |
| міжселенна територія             | 15,8       | 62                     | 55                     | Середній Калар    |

## Населені пункти
| Населений пункт                 | Населення, осіб (2002) | Населення, осіб (2010) |
| ------------------------------- | ---------------------- | ---------------------- |
| Ікаб'я, селище                  | 510                    | 505                    |
| Катугіно, село                  | 0                      | -                      |
| Куанда, селище                  | 1614                   | 1693                   |
| Кюсть-Кемда, село               | 281                    | 216                    |
| Намінга, село                   | 1                      | -                      |
| Неляти, село                    | 167                    | 74                     |
| Нова Чара, селище міського типу | 4693                   | 4315                   |
| Середній Калар, село            | 114                    | 62                     |
| Удокан, селище                  | 178                    | 128                    |
| Чапо-Олого, село                | 164                    | 155                    |
| Чара, село                      | 2063                   | 1903                   |